# Кримське (Казахстан)
Кри́мське (каз. Қырым) — село у складі Денисовського району Костанайської області Казахстану. Адміністративний центр та єдиний населений пункт Кримської сільської адміністрації.
Населення —  (2021; 774 у 2009, 935 у 1999,  у 1989).